# Силий Италик
Тиберий Катий Асконий Силий Италик (на латински: Tiberius Catius Asconius Silius Italicus; * 25 или 26 г., Неапол; † 101 г., Неапол) e политик, сенатор и епически поет от Римската империя през 1 век.

## Биография
През 68 г. Силий Италик e консул заедно с Публий Галерий Тракхал. От април до 9 юни император Нерон става суфектконсул, без колега (за 5-ти път консул).
По времето на Веспасиан Силий Италик е през 77 г. проконсул на провинция Азия и след това се оттегля от политиката. Заживява в имението си в Кампания, където създава творбите си и колекционира произведения на изкуството.
Като поет, той се обръща към житейския идеал от времето на император Октавиан Август. Привърженик е на стоическата философия. Автор е на епическата поема „Пуника“ (на латински: Punica), състояща се от 17 книги, в която описва Втората пуническа война.